# Jan Koprivec
Jan Koprivec (Koper, 15 de julho de 1988) é um futebolista esloveno que atua como goleiro. Desde 2011 defende o Bari.

## Carreira
Revelado pelo time de sua cidade natal, o FC Koper, Koprivec foi contratado pelo Cagliari, mas sequer jogou uma partida pelo time sardo.
Foi repassado para a Udinese, onde não conseguiu ter uma sequência de jogos (apenas uma partida oficial pela equipe), e, consequentemente, ele, com o objetivo de ganhar mais experiência, acabou emprestado ao modesto Gallipoli.
[Categoria:Futebolistas da Associazione Calcistica Perugia Calcio]]